# 鉄人28号ガオ!
『鉄人28号ガオ!』（てつじん28ごうガオ!）は、フジテレビで土曜日の午前4時52分から放送されていたテレビアニメ（ミニ番組）である。原作は横山光輝。
本作は2013年4月6日から2016年3月26日までに放送されていた。
『鉄人28号』アニメ化50年目になる2013年に、可愛らしくポップな絵柄の新感覚アニメとして復活した。
また、本作では、正太郎の日常が物語の主題となる。
『ほかほか家族』、『ドタンバのマナー』、『ことわざハウス』、『親子クラブ』に続くミニアニメーション枠であり、それまでの教養的作品から一転した内容となった。
制作は50年前の『鉄人28号』を制作したエイケン。
2014年8月29日、DVDが発売された。

## スタッフ
- 原作 - 横山光輝（光プロダクション）
- 監督・脚本（1話・11話） - 山崎立士
- シリーズ構成・脚本（1話・11話除く全話） - 広田光毅
- メインキャラクター原案 - 中沢邦夫
- メインキャラクターデザイン - 小池達也
- キャラクターデザイン・作画監督 - 根岸真知子
- デザインワークス - 山口秀憲
- 美術設定 - 佐藤博
- 美術監督 - 小日向乃理子、中島理
- 色彩設計 - 千代間由佳
- 撮影監督 - 工藤一史
- 編集 - 川名雅彦、牧岡栄吾
- 音楽 - 佐藤太
- 音響監督 - 横田知加子
- 音響効果 - 野崎博樹
- プロデューサー - 原大輔、松下洋子、室寺翔太朗
- 制作プロデューサー - 貝田貴仁
- 作画協力 - TYOアニメーションズ
- 制作 - フジテレビ、エイケン

## キャスト
- 齋藤智美 - 金田正太郎
- 松山鷹志 - 大塚署長、ファイア先生、牧村博士
- 山本兼平 - 敷島博士、フランケン校長、ブラック団ボス、村雨健次、山嵐巌、ニコポンスキー、男性警官
- 知桐京子 - 敷島鉄男、オウム、正太郎の友達、ロビー
- 小日向みわ - 大塚加代子、女性警官、正太郎のクラスメート

## 主題歌
「鉄人28号」
作詞・作曲 - 三木鶏郎 / 編曲 - 佐藤太 / 歌 - 齋藤智美

## 各話リスト
| 話数          | サブタイトル                    | 絵コンテ | 演出     | 放送日         |
| ------------- | ------------------------------- | -------- | -------- | -------------- |
| 第1回         | 金田正太郎危機一髪!             | 山崎立士 | 山崎立士 | 2013年 4月6日  |
| 第2回         | 続・金田正太郎危機一髪!         | 山崎立士 | 山崎立士 | 4月13日        |
| 第3回         | 新作ゲーム危機一髪!             | 山崎立士 | 山崎立士 | 4月20日        |
| 第4回         | マグロ危機一髪!                 | 山崎立士 | 山崎立士 | 4月27日        |
| 第5回         | こどもの日危機一髪!             | 山崎立士 | 山崎立士 | 5月4日         |
| 第6回         | ドッジボール危機一髪!           | 山口秀憲 | 山崎立士 | 5月11日        |
| 第7回         | 鉄人レース危機一髪!             | 山口秀憲 | 山崎立士 | 5月18日        |
| 第8回         | 敷島家危機一髪!                 | 山口秀憲 | 山崎立士 | 5月25日        |
| 第9回         | 行列ラーメン危機一髪!           | 山崎立士 | 山崎立士 | 6月1日         |
| 第10回        | ご近所危機一髪!                 | 山崎立士 | 山崎立士 | 6月8日         |
| 第11回        | 雨の日も危機一髪!               | 山崎立士 | 山崎立士 | 6月15日        |
| 第12回        | 鳥が出奔危機一髪!               | 山口秀憲 | 山崎立士 | 6月22日        |
| 第13回        | プール開き危機一髪!             | 山口秀憲 | 山口秀憲 | 6月29日        |
| 第14回        | 七夕危機一髪!                   | 山口秀憲 | 山口秀憲 | 7月6日         |
| 第15回        | 事件ばっかり危機一髪!           | 山崎立士 | 山崎立士 | 7月13日        |
| 第16回        | 通信簿危機一髪!                 | 山口秀憲 | 山口秀憲 | 7月20日        |
| 第17回        | 臨海学校危機一髪!               | 山口秀憲 | 山口秀憲 | 7月27日        |
| 第18回        | 別荘危機一髪!                   | 山崎立士 | 山崎立士 | 8月3日         |
| 第19回        | ベビーシッター危機一髪!         | 山崎立士 | 山崎立士 | 8月10日        |
| 第20回        | スイカ危機一髪!                 | 山崎立士 | 山崎立士 | 8月17日        |
| 第21回        | 夏休み最終日危機一髪!           | 山口秀憲 | 山口秀憲 | 8月24日        |
| 第22回        | 新学期危機一髪!                 | 山口秀憲 | 山口秀憲 | 9月7日         |
| 第23回        | 秋祭り危機一髪!                 | 山口秀憲 | 山口秀憲 | 9月14日        |
| 第24回        | 遠足危機一髪!                   | 山崎立士 | 山崎立士 | 9月21日        |
| 第25回        | さらば鉄人危機一髪!             | 山崎立士 | 山崎立士 | 9月28日        |
| 第26回        | 新鉄人危機一髪!                 | 山崎立士 | 山崎立士 | 10月5日        |
| 第27回        | 走れ正太郎危機一髪!             | 山口秀憲 | 山口秀憲 | 10月12日       |
| 第28回        | 友情危機一髪!                   | 山口秀憲 | 山口秀憲 | 10月19日       |
| 第29回        | 再会危機一髪!                   | 山口秀憲 | 山口秀憲 | 10月26日       |
| 第30回        | ログハウス危機一髪!             | 山崎立士 | 山崎立士 | 11月2日        |
| 第31回        | 秋のスイーツ危機一髪!           | 山崎立士 | 山崎立士 | 11月9日        |
| 第32回        | 秋の俳句危機一髪!               | 山崎立士 | 山崎立士 | 11月16日       |
| 第33回        | ピッカピカ鉄人危機一髪!         | 山口秀憲 | 山口秀憲 | 11月23日       |
| 第34回        | 敷島研究所危機一髪!             | 山崎立士 | 山崎立士 | 11月30日       |
| 第35回        | 猫ちゃん危機一髪!               | 山口秀憲 | 山口秀憲 | 12月7日        |
| 第36回        | リモコン危機一髪!               | 山崎立士 | 山崎立士 | 12月14日       |
| 第37回        | クリスマス危機一髪!             | 山崎立士 | 山口秀憲 | 12月21日       |
| 第38回        | 鉄人28号賀正!危機一髪!          | 山崎立士 | 山口秀憲 | 2014年 1月4日  |
| 第39回        | いい夫婦危機一髪!               | 山口秀憲 | 山口秀憲 | 1月11日        |
| 第40回        | またリモコン危機一髪!           | 山崎立士 | 山口秀憲 | 1月18日        |
| 第41回        | 風邪ひき正太郎危機一髪!         | 山口秀憲 | 山口秀憲 | 1月25日        |
| 第42回        | 節分危機一髪!                   | 山口秀憲 | 山口秀憲 | 2月1日         |
| 第43回        | ニセリモコン危機一髪!           | 山崎立士 | 山口秀憲 | 2月8日         |
| 第44回        | 初恋危機一髪!                   | 山口秀憲 | 長友孝和 | 2月15日        |
| 第45回        | 市民マラソン危機一髪!           | 山崎立士 | 山口秀憲 | 2月22日        |
| 第46回        | またまたリモコン危機一髪!       | 山崎立士 | 山口秀憲 | 3月1日         |
| 第47回        | 授業の質問危機一髪!             | 山口秀憲 | 長友孝和 | 3月8日         |
| 第48回        | 算数テスト危機一髪!             | 山口秀憲 | 山口秀憲 | 3月15日        |
| 第49回        | 事件ぎっしり危機一髪!           | 山崎立士 | 山口秀憲 | 3月22日        |
| 第50回        | 鉄人28号超・危機一髪!           | 山崎立士 | 山口秀憲 | 3月29日        |
| 第51回        | 頑張れ金田正太郎危機一髪!       | 山崎立士 | 山崎立士 | 4月5日         |
| 第52回        | 掃除当番危機一髪!               | 山口秀憲 | 長友孝和 | 4月12日        |
| 第53回        | 跳べ!正太郎危機一髪!            | 山口秀憲 | 山口秀憲 | 4月19日        |
| 第54回        | カッコいい金田正太郎危機一髪!   | 山崎立士 | 長友孝和 | 4月16日        |
| 第55回        | ワールドワイド危機一髪!         | 山口秀憲 | 山口秀憲 | 5月3日         |
| 第56回        | 通りすがりの危機一髪!           | 山崎立士 | 山崎立士 | 5月10日        |
| 第57回        | またもやリモコン危機一髪!       | 山崎立士 | 山崎立士 | 5月17日        |
| 第58回        | クラスメイト危機一髪!           | 山崎立士 | 山崎立士 | 5月24日        |
| 第59回        | 朝礼危機一髪!                   | 山口秀憲 | 山口秀憲 | 5月31日        |
| 第60回        | あこがれ危機一髪!               | 山崎立士 | 山崎立士 | 6月7日         |
| 第61回        | 理科の授業危機一髪!             | 山口秀憲 | 山口秀憲 | 6月14日        |
| 第62回        | 敷島鉄男危機一髪!               | 山崎立士 | 山崎立士 | 6月21日        |
| 第63回        | 正太郎はどこだ危機一髪!         | 山崎立士 | 山口秀憲 | 6月28日        |
| 第64回        | プロポーズ危機一髪!             | 山崎立士 | 長友孝和 | 7月5日         |
| 第65回        | また再会危機一髪!               | 山崎立士 | 長友孝和 | 7月12日        |
| 第66回        | 今年も通信簿で危機一髪!         | 山崎立士 | 山崎立士 | 7月19日        |
| 第67回        | 新ログハウス危機一髪!           | 山崎立士 | 山口秀憲 | 7月26日        |
| 第68回        | こども夏祭り危機一髪!           | 山口秀憲 | 山口秀憲 | 8月2日         |
| 第69回        | ファイア2世危機一髪!            | 山口秀憲 | 山口秀憲 | 8月9日         |
| 第70回        | 古本市危機一髪!                 | 山崎立士 | 山崎立士 | 8月16日        |
| 第71回        | 夏のスイーツ危機一髪!           | 山崎立士 | 長友孝和 | 8月23日        |
| 第72回        | ブロードウェイ危機一髪!         | 山口秀憲 | 山崎立士 | 8月30日        |
| 第73回        | 商店街危機一髪!                 | 山崎立士 | 山崎立士 | 9月6日         |
| 第74回        | お月見危機一髪!                 | 山崎立士 | 山崎立士 | 9月13日        |
| 第75回        | コロンブス危機一髪!             | 山崎立士 | 山崎立士 | 9月20日        |
| 第76回        | さらばファイア2世危機一髪!      | 山崎立士 | 山口秀憲 | 9月27日        |
| 第77回        | 秋の遠足危機一髪!               | 山口秀憲 | 山口秀憲 | 10月4日        |
| 第78回        | グルメいっぱい危機一髪!         | 山崎立士 | 山崎立士 | 10月11日       |
| 第79回        | シェイプアップ危機一髪!         | 山口秀憲 | 山口秀憲 | 10月18日       |
| 第80回        | ハロウィン危機一髪!             | 山崎立士 | 長友孝和 | 10月25日       |
| 第81回        | またしてもリモコン危機一髪!     | 山崎立士 | 山崎立士 | 11月1日        |
| 第82回        | 泥んこ鉄人危機一髪!             | 山崎立士 | 山崎立士 | 11月9日        |
| 第83回        | 写生大会危機一髪!               | 山口秀憲 | 山口秀憲 | 11月15日       |
| 第84回        | ウェディングケーキ危機一髪!     | 長友孝和 | 長友孝和 | 11月22日       |
| 第85回        | 続・別荘危機一髪!               | 山崎立士 | 山口秀憲 | 11月29日       |
| 第86回        | 大掃除危機一髪!                 | 山崎立士 | 山崎立士 | 12月6日        |
| 第87回        | かけもちバイト危機一髪!         | 山崎立士 | 長友孝和 | 12月13日       |
| 第88回        | サンタクロース危機一髪!         | 山口秀憲 | 長友孝和 | 12月20日       |
| 第89回        | 行列つけ麺危機一髪!             | 山崎立士 | 長友孝和 | 12月27日       |
| 第90回        | 今年も鉄人28号賀正!危機一髪!    | 山崎立士 | 山崎立士 | 2015年 1月10日 |
| 第91回        | みんな風邪ひき危機一髪!         | 山口秀憲 | 山口秀憲 | 1月17日        |
| 第92回        | ファーブル危機一髪!             | 山崎立士 | 長友孝和 | 1月24日        |
| 第93回        | 続・朝礼危機一髪!               | 山崎立士 | 長友孝和 | 1月31日        |
| 第94回        | 砂嵐危機一髪!                   | 山口秀憲 | 山口秀憲 | 2月7日         |
| 第95回        | 失恋危機一髪!                   | 山崎立士 | 山口秀憲 | 2月14日        |
| 第96回        | スキー教室危機一髪!             | 山口秀憲 | 長友孝和 | 2月21日        |
| 第97回        | 夫婦旅行危機一髪!               | 山崎立士 | 長友孝和 | 2月28日        |
| 第98回        | 新・ドッジボール危機一髪!       | 山崎立士 | 山口秀憲 | 3月7日         |
| 第99回        | PX団をたおせ危機一髪!           | 山口秀憲 | 山崎立士 | 3月14日        |
| 第100回       | 小学校危機一髪!                 | 山崎立士 | 山口秀憲 | 3月21日        |
| 第101回       | 帰宅後危機一髪!                 | 山崎立士 | 山口秀憲 | 3月28日        |
| 第102回       | 鉄人大ピンチ危機一髪!           | 山崎立士 | 山崎立士 | 4月4日         |
| 第103回       | 黒いロボット危機一髪!           | 山口秀憲 | 山口秀憲 | 4月11日        |
| 第104回       | 日記危機一髪!                   | 山崎立士 | 山口秀憲 | 4月18日        |
| 第105回       | 給食デザート危機一髪!           | 山口秀憲 | 山口秀憲 | 4月25日        |
| 第106回       | 図書館危機一髪!                 | 山崎立士 | 山崎立士 | 5月2日         |
| 第107回       | 球技大会危機一髪!               | 山崎立士 | 山崎立士 | 5月9日         |
| 第108回       | 交通渋滞危機一髪!               | 山口秀憲 | 山口秀憲 | 5月16日        |
| 第109回       | 給食メインディッシュ危機一髪!   | 山口秀憲 | 山口秀憲 | 5月23日        |
| 第110回       | 初ガツオ危機一髪!               | 山崎立士 | 山崎立士 | 5月30日        |
| 第111回       | 人気新作ゲーム危機一髪!         | 山崎立士 | 山崎立士 | 6月6日         |
| 第112回       | 秘密基地潜入危機一髪!           | 山口秀憲 | 山口秀憲 | 6月13日        |
| 第113回       | 秘密基地リモコン危機一髪!       | 山口秀憲 | 山口秀憲 | 6月20日        |
| 第114回       | 秘密基地鉄人危機一髪!           | 山崎立士 | 山崎立士 | 6月27日        |
| 第115回       | 秘密基地危機一髪!               | 山崎立士 | 山崎立士 | 7月4日         |
| 第116回       | 金田家で危機一髪!               | 山口秀憲 | 山口秀憲 | 7月11日        |
| 第117回       | 敷島博士危機一髪!               | 山口秀憲 | 山口秀憲 | 7月18日        |
| 第118回       | 続・敷島博士危機一髪!           | 山口秀憲 | 山口秀憲 | 7月25日        |
| 第119回       | 虫歯危機一髪!                   | 瀬崎文男 | 山口秀憲 | 8月1日         |
| 第120回       | 校長先生危機一髪!               | 山崎立士 | 山崎立士 | 8月8日         |
| 第121回       | 研究所乗っ取り危機一髪!         | 山崎立士 | 山崎立士 | 8月15日        |
| 第122回       | 研究所居座り危機一髪!           | 山口秀憲 | 山口秀憲 | 8月22日        |
| 第123回       | 研究所脱出危機一髪!             | 山崎立士 | 山口秀憲 | 8月29日        |
| 第124回       | 正太郎一人ぼっち危機一髪!       | 山崎立士 | 山崎立士 | 9月5日         |
| 第125回       | ボクらの街危機一髪!             | 山口秀憲 | 山口秀憲 | 9月12日        |
| 第126回       | 地下DE危機一髪!                 | 山崎立士 | 山崎立士 | 9月19日        |
| 第127回       | 鉄人26号危機一髪!               | 山口秀憲 | 山口秀憲 | 9月26日        |
| 第128回       | 夢のログハウス危機一髪!         | 山口秀憲 | 山口秀憲 | 10月3日        |
| 第129回       | 悪人サミット危機一髪!           | 山崎立士 | 山崎立士 | 10月10日       |
| 第130回       | 野球勝負危機一髪!               | 山崎立士 | 山口秀憲 | 10月17日       |
| 第131回       | 秘密基地奪還危機一髪!           | 山崎立士 | 山崎立士 | 10月24日       |
| 第132回       | 謎の事件どっさり危機一髪!       | 山口秀憲 | 山口秀憲 | 11月7日        |
| 第133回       | 僕らの学校危機一髪!             | 山口秀憲 | 山口秀憲 | 11月14日       |
| 第134回       | 僕らの校長先生危機一髪!         | 山崎立士 | 山崎立士 | 11月21日       |
| 第135回       | 僕らの友達危機一髪!             | 山口秀憲 | 山口秀憲 | 11月28日       |
| 第136回       | 僕らの明日危機一髪!             | 山崎立士 | 山口秀憲 | 12月5日        |
| 第137回       | オックスはどこだ危機一髪!       | 山崎立士 | 山口秀憲 | 12月12日       |
| 第138回       | メリーブラック団危機一髪!       | 山口秀憲 | 山口秀憲 | 12月19日       |
| 第139回       | ウエスタン危機一髪!             | 山崎立士 | 山口秀憲 | 12月26日       |
| 第140回       | 賀正初夢危機一髪!               | 山崎立士 | 山口秀憲 | 2016年 1月9日  |
| 第141回       | 一夜漬け危機一髪!               | 山崎立士 | 山崎立士 | 1月16日        |
| 第142回       | まさかのリモコン危機一髪!       | 山口秀憲 | 山口秀憲 | 1月23日        |
| 第143回       | ブラック団本部危機一髪!         | 山崎立士 | 山崎立士 | 1月30日        |
| 第144回       | さらばブラックオックス危機一髪! | 山崎立士 | 山口秀憲 | 2月6日         |
| 第145回       | なぞの転校生危機一髪!           | 山口秀憲 | 山口秀憲 | 2月13日        |
| 第146回       | ロボット軍団計画危機一髪!       | 山崎立士 | 山崎立士 | 2月20日        |
| 第147回       | 鉄人対鉄人!危機一髪!            | 山崎立士 | 山口秀憲 | 2月27日        |
| 第148回       | 人類滅亡危機一髪!               | 山崎立士 | 山崎立士 | 3月5日         |
| 第149回       | 地球帰還危機一髪!               | 山崎立士 | 山崎立士 | 3月12日        |
| 第150回       | ロビー危機一髪!                 | 山崎立士 | 山崎立士 | 3月19日        |
| 第151回（終） | 通常発進危機一髪!               | 山崎立士 | 山崎立士 | 3月26日        |

## 放送局
| 放送地域   | 放送局         | 放送期間                     | 放送日時           | 放送系列                                     | 備考        |
| ---------- | -------------- | ---------------------------- | ------------------ | -------------------------------------------- | ----------- |
| 関東広域圏 | フジテレビ     | 2013年4月6日 - 2016年3月26日 | 土曜 4:52 - 5:00   | フジテレビ系列                               | 制作局      |
| 日本全域   | フジテレビTWO  | 2014年4月13日 -              | 日曜 9:00 - 9:15   | CS放送                                       |             |
| 日本全域   | フジテレビNEXT | 2014年5月19日 -              | 曜日、時刻不定期   | CS放送                                       | 3話×2回連続 |
| 福岡県     | テレビ西日本   | 不明                         | 土曜 時刻不定期    | フジテレビ系列                               |             |
| 宮崎県     | テレビ宮崎     | 不明                         | 金曜 15:40 - 15:50 | フジテレビ系列 日本テレビ系列 テレビ朝日系列 |             |
| 近畿広域圏 | 関西テレビ     | 2015年5月31日 -              | 土曜 時刻不定期    | フジテレビ系列                               |             |

## ネット配信
バンダイチャンネル、dアニメストアにおいて配信されている（第1シーズンのみ）。

## 漫画版
『最強ジャンプ』2013年6月号から2014年9月号まで連載されたコミカライズ版。漫画は大場敦。未単行本化。

## 補足
- 次回予告タイトルはエンドカードで書かれている[6]。